# Patrick Allen (acteur)
Pour les articles homonymes, voir Patrick Allen et Allen.
John Keith Patrick Allen (17 mars 1927 – 28 juillet 2006) est un acteur britannique, principalement connu pour sa voix : il a assuré pendant plus de 30 ans le commentaire en voix off de nombreux documentaires et le rôle du narrateur, en particulier dans des films et des séries télévisées.

## Biographie et carrière
Il est né le 17 mars 1927 au Nyasaland, l'actuel Malawi où son père, Edward Allen, d'origine irlandaise était producteur de tabac, mais ses parents divorcent lorsqu'il est enfant. Sa mère le ramène en Angleterre mais il est évacué vers le Canada au début de la seconde guerre mondiale et y fait toute sa scolarité. Il entame des études de médecine à l'université McGill de Montréal, mais s'investit dans la radio universitaire puis travaille à Radio-Canada (Canadian Broadcasting Corporation) puis a l'occasion d'avoir de petits rôles au cinéma (à Hollywood) et à la télévision (à Chicago).
Rentré au Royaume-Uni en 1953, il rejoint la Royal Shakespeare Company, où il joue avec Vanessa Redgrave dans As You Like It et The Winter's Tale, avec Peter O'Toole dans The  Merchant of Venice. Il fait aussi ses débuts au cinéma en 1954 dans Dial M for Murder.
Il épouse en 1960 l'actrice Sarah Lawson, qu'il a rencontrée sur les planches en 1955. Elle lui donne deux enfants, Stephen et Stuart. Il meurt à Londres, le 28 juillet 2006.
La voix caractéristique de Patrick Allen, ferme et bien timbrée, était familière en Grande-Bretagne, même parmi ceux qui ne le connaissaient pas comme acteur, car il a été la voix de nombreux documentaires officiels, comme les Protect and Survive du ministère de la défense, en 1970, de publicités (en particulier pour Barratt Developments et la Ford Sierra), et de séries télévisées, comme le dessin-animé TUGS.
Considéré un temps comme le « roi de la voix off », il a participé à la création de studios spécialisés dans le doublage dans le quartier de Soho.
En 2005, il devient la voix de la chaîne numérique E4, faisant souvent une présentation des programmes assez irrévérencieuse, mais bien dans le ton de cette chaîne tournée vers les adolescents.

## Filmographie sélective
Son allure générale (il était grand et avait une mâchoire puissante) et sa voix l'ont souvent amené à jouer au cinéma des policiers ou des officiers, mais il élargit son répertoire à la télévision, où son interprétation de  Thomas Gradgrind dans Hard Times en 1977 est remarquée.

### Au cinéma
- 1952 : Barbe-Noire le pirate (Blackbeard, the pirate) de Raoul Walsh
- 1953 : Le Cirque infernal (Battle Circus) de Richard Brooks
- 1954 : Le crime était presque parfait (Dial M for Murder) : le détective Pearson

- 1957 : Les Trafiquants de la nuit (The Long Haul) de Ken Hughes
- 1958 : Contre-espionnage à Gibraltar (I Was Monty’s double) : le colonel Mathers
- 1959 : Jet Storm : Mulliner
- 1960 : Méfiez-vous des inconnus (Never Take Sweets from a Stranger) : Peter Carter
- 1962 : The Traitors : John Lane
- 1962 : Le Fascinant Capitaine Clegg (Captain Clegg) : le capitaine Collier
- 1967 : La Nuit des généraux (The Night of the Generals) : le capitaine Mannheim
- 1967 : La Nuit de la grande chaleur (Night of the big Heat) : Jeff Callum
- 1969 : Assassinats en tous genres (The Assassination Bureau) : le narrateur
- 1970 : Quand les dinosaures dominaient le monde (When Dinosaurs Ruled the Earth) : Kingsor
- 1970 : L'aigle s'est envolé (The Eagle Has Landed) : le narrateur
- 1978 : Les Oies sauvages (The Wild Geese) : Rushton
- 1978 : L'Ouragan vient de Navarone (Force 10 From Navarone) : le narrateur
- 1980 : Le Commando de sa Majesté (The Sea Wolves) : Colin Mackenzie
- 1982 : Commando (Who Dares Wins) : le commissaire de police
- 1995 : Bullet to Beijing (en) : le colonel Wilson

### À la télévision
- 1963-1965 : Crane : Richard Crane
- 1971 : Alerte dans l'espace : Turner
- 1971 :  Brett (19 épisodes) : Brett
- 1976 : Dangerous Knowledge : Roger Fane
- 1977 : Hard Times : Thomas Gradgrind
- 1978 : Les aventures de David Balfour (Kidnapped) : Prestongrange
- 1983 : Le souffle de la guerre :  Sir Hugh Dowding
- 1986 : Mountbatten, le dernier vice-roi : Auchinleck
- 1989 : TUGS (dessin animé) : Le narrateur, le capitaine Star
- 2004 : Days that Shook the World (documentaire) : Sir John French
- 2005 : Hitler's War (documents d'archives) : le narrateur